# Phobos (album)
Phobos è il nono album della band canadese thrash metal Voivod, prodotto nel 1997 dalla Linus Entertainment.

## Tracce
Tutte le tracce sono state scritte dai Voivod tranne la cover di 21st Century Schizoid Man dei King Crimson.
1. Catalepsy I - 1:15
2. Rise - 4:56
3. Mercury - 5:40
4. Phobos - 6:57
5. Bacteria - 8:09
6. Temps Mort - 1:47
7. The Tower - 6:07
8. Quantum - 6:38
9. Neutrino - 7:42
10. Forlorn - 6:01
11. Catalepsy II - 1:06
12. M-Body - 3:38
13. 21st Century Schizoid Man (Robert Fripp, Ian McDonald, Greg Lake, Michael Giles, Peter Sinfield) - 6:37

## Formazione
- Eric Forrest - voce, basso
- Michel Langevin - batteria
- Denis D'Amour - chitarra